# MacBook Air
MacBook Air è una linea di notebook prodotta da Apple Inc. dal 2008, presentata durante il Keynote del MacWorld Expo di San Francisco il 15 gennaio 2008.
Le diverse generazioni si basano sui processori Intel Core 2 Duo, Core i3, i5 e i7; nel 2020 è stato introdotto il processore proprietario M1. È stato prodotto nelle taglie da 11 e 13 pollici, ma la prima è stata abbandonata con l'introduzione della terza generazione.
Nel giugno 2022 Apple ha annunciato una nuova versione del MacBook Air con un processore M2.
Attualmente è in vendita con la nuova CPU proprietaria: M4.

## Descrizione
Il computer è racchiuso in un case d'alluminio con una forma simile a quella di un cuneo. L'altezza varia da 0,3 cm nella zona anteriore per giungere a 1,7 cm nella zona posteriore. Il sistema utilizza un gancio magnetico per chiudere il display LCD da 11,6" o 13,3" retroilluminato tramite LED e un connettore di alimentazione MagSafe magnetico, in modo tale che si stacchi dal computer quando qualcuno ci inciampa per evitare che quest'ultimo cada.
Al fine di ridurre il peso e il volume occupato del computer, il produttore non ha dotato la macchina di un lettore di supporti ottici; questo è il primo portatile Apple dal PowerBook 2400c (1997) senza lettore ottico. Per compensare a questa mancanza, Apple ha incluso nel sistema operativo un programma chiamato Remote disk il quale, una volta installato su un computer Macintosh o Windows, permette al portatile di gestire i lettori ottici del computer collegato in rete come se fossero dei lettori locali. Il programma permette anche la reinstallazione del sistema operativo sul portatile tramite netboot. È inoltre disponibile il Super Drive, una periferica non inclusa che ha il solo scopo di lettore e masterizzatore CD-DVD. Il processore è un Intel Core i5 dual-core a 1,6 GHz (oppure Intel Core i7 dual-core a 2,2 GHz) sviluppato appositamente per Apple da Intel.

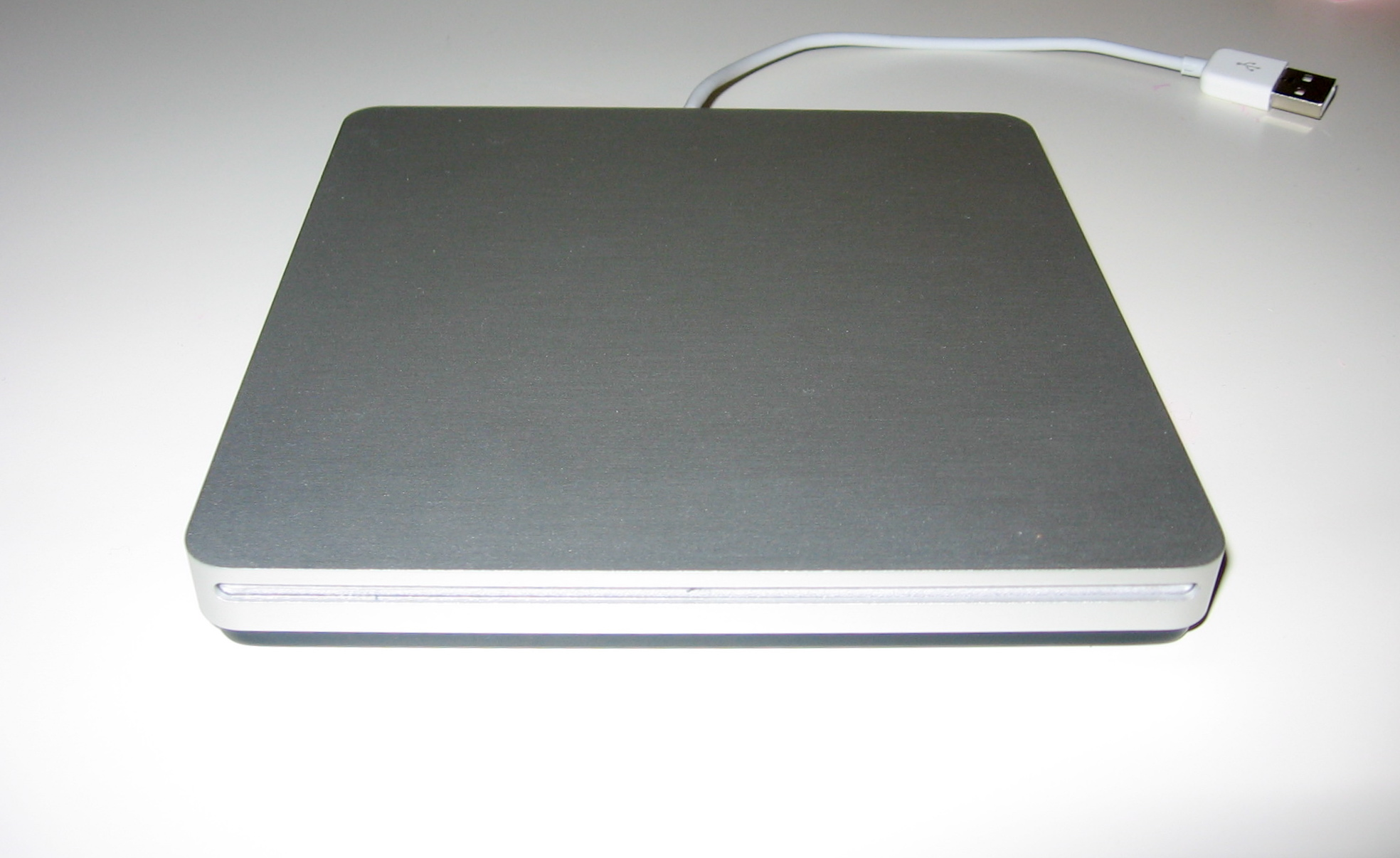
SuperDrive

Il dispositivo integra un touchpad di ampia dimensione e il sistema operativo implementa la gestione di gesture simili a quelle implementate da Apple nel multi-touch dell'iPhone e dell'iPad. Le gesture permettono di controllare alcune operazioni legate all'interfaccia grafica con la pressione simultanea di più dita sul touchpad.
Il dispositivo ha scheda madre, hard disk e batteria integrata e non prevede la possibilità di sostituire la batteria senza l'intervento del centro d'assistenza.
Il sistema viene venduto con disco a stato solido da 128 GB (espandibile a 256 o 512 GB) al fine di ridurne i consumi e velocizzarlo. Esso incrementa l'autonomia del sistema dall'11% al 16% a seconda dei test svolti e migliora i tempi d'avvio del sistema e delle applicazioni, ma è di capacità inferiore e costo superiore rispetto a un HDD.
Secondo le dichiarazioni Apple, il dispositivo è stato sviluppato per essere compatibile con le esigenze ambientali. Il case è in alluminio, lo schermo non utilizza mercurio o arsenico, i circuiti stampati sono liberi da ritardante di fiamma brominato (BFR) e PVC e la scatola del computer è del 56% più piccola di quella utilizzata da un MacBook. Il MacBook Air è il primo portatile Apple totalmente riciclabile.

## Modelli

### Prima generazione

#### Inizio 2008
Il primo modello del MacBook Air è stato presentato il 18 marzo 2008.
Monta una CPU Intel Core 2 Duo e 2 GB di SDRAM. Nella configurazione standard è dotato di un HDD da 80 GB, con la possibilità di sostituirlo con una SSD da 64 GB. Il sistema operativo con il quale è venduto è Mac OS X Leopard e la suite iLife '08.

#### Fine 2008
Nell'ottobre 2008 è stata presentata la nuova versione del computer ultrasottile e ultraleggero di Apple.
Il computer è racchiuso in un case d'alluminio la cui altezza varia da 0,4 cm nella zona anteriore per giungere a 1,93 cm nella zona posteriore. Il sistema utilizza un gancio magnetico per chiudere il display LCD da 13,3" (1280x800) retroilluminato tramite LED. Il sistema utilizza un connettore di alimentazione MagSafe magnetico.
Al fine di ridurre il peso e il volume occupato dal computer, il produttore non ha dotato la macchina di lettore di supporti ottici; questo è il primo portatile Apple dal PowerBook 2400c (1997) senza lettore ottico. Per compensare questa mancanza, l'azienda ha incluso nel sistema operativo un programma chiamato Remote disk. Questo programma una volta installato su un computer Macintosh o Windows permette al portatile di gestire i lettori ottici del computer collegato in rete come se fossero dei lettori locali. Il programma permette anche la reinstallazione del sistema operativo sul portatile tramite netbook. Il processore in questa release ora è un Intel Core 2 Duo con 6 MB di cache e 1066 MHz frontside bus.
Il trackpad del nuovo MacBook Air si può pizzicare, sfogliare o ruotare muovendo semplicemente le dita. La tastiera rimane retroilluminata, invariata rispetto al modello precedente.
Anche in questa nuova release c'è la possibilità di scegliere l'hard disk con un modello allo stato solido di pari dimensioni.
Durante la WWDC 2009 sono stati presentati anche i nuovi modelli caratterizzati da CPU da 1,86 e 2,13 GHz.
Secondo le dichiarazioni Apple, il dispositivo è stato sviluppato per essere compatibile con le esigenze ambientali. Il case è in alluminio, lo schermo non utilizza mercurio o arsenico, i circuiti stampati sono liberi da ritardante di fiamma brominato (BFR) e PVC e la scatola del computer è del 56% più piccola rispetto a quella utilizzata da un MacBook. Il MacBook Air è il primo portatile Apple totalmente riciclabile.

### Seconda generazione

#### Metà 2011
| Componenti    | Componenti    | MacBook Air 11" | MacBook Air 13" |
| ------------- | ------------- | --- | --- |
| Dimensioni    | Altezza       | 0,3 - 1,7 cm | 0,3 - 1,7 cm |
| Dimensioni    | Larghezza     | 30 cm | 32,5 cm |
| Dimensioni    | Profondità    | 19,2 cm | 22,7 cm |
| Peso          | Peso          | 1,08 kg | 1,35 kg |
| Processore    | Processore    | Intel Core i5 dual-core a 1,6 GHz con 3 MB di cache Intel Core i7 dual-core a 1,8 GHz con 4 MB di cache                           | Intel Core i5 dual-core a 1,6 GHz con 3 MB di cache Intel Core i7 dual-core a 1,8 GHz con 4 MB di cache                                        |
| Memoria       | Memoria       | 2 GB di memoria DDR3 a 1333 MHz 4 GB di memoria DDR3 a 1333 MHz                                                                   | 4 GB di memoria DDR3 a 1333 MHz Configurabile a 8 GB DDR3 a 1333 MHz                                                                           |
| Archiviazione | Archiviazione | SSD da 64 o 128 GB Configurabile fino a 256 GB di SSD sull'Apple Store Online                                                     | SSD da 64 o 128 GB Configurabile fino a 256 GB di SSD sull'Apple Store Online                                                                  |
| Schermo       | Schermo       | Widescreen lucido da 11,6" (1366x768) LG                                                                                          | Widescreen lucido da 13,3" (1440x900) LG |
| Scheda video  | Scheda video  | Intel HD Graphics 3000 con 256 o 384 MB di SDRAM DDR3                                                                             | Intel HD Graphics 3000 con 256 o 384 MB di SDRAM DDR3                                                                                          |
| Wireless      | Wireless      | Rete Wi-Fi 802.11n Bluetooth 4.0                                                                                                  | Rete Wi-Fi 802.11n Bluetooth 4.0 |
| Batteria      | Batteria      | Batteria ai polimeri di litio da 35 watt/ora Fino a 5 ore di navigazione web in wireless Fino a 30 giorni di autonomia in standby | Batteria ai polimeri di litio da 50 watt/ora Fino a 7 ore di autonomia in navigazione web in wireless Fino a 30 giorni di autonomia in standby |
| SO            | SO            | Mac OS X Lion iLife | Mac OS X Lion iLife |

#### Metà 2012
| Componenti    | Componenti    | MacBook Air 11" | MacBook Air 13" |
| ------------- | ------------- | --- | --- |
| Dimensioni    | Altezza       | 0,3 - 1,7 cm | 0,3 - 1,7 cm |
| Dimensioni    | Larghezza     | 30 cm | 32,5 cm |
| Dimensioni    | Profondità    | 19,2 cm | 22,7 cm |
| Peso          | Peso          | 1,08 kg | 1,35 kg |
| Processore    | Processore    | Intel Core i5 dual-core a 1,7 GHz con 3 MB di cache Intel Core i7 dual-core a 2,0 GHz con 4 MB di cache                   | Intel Core i5 dual-core a 1,8 GHz con 3 MB di cache Intel Core i7 dual-core a 2,0 GHz con 4 MB di cache                                        |
| Memoria       | Memoria       | 4 o 8 GB di memoria DDR3L a 1600 MHz                                                                                      | 4 o 8 GB di memoria DDR3L a 1600 MHz |
| Archiviazione | Archiviazione | SSD da 64, 128, 256 o 512 GB                                                                                              | SSD da 128, 256 o 512 GB |
| Schermo       | Schermo       | Widescreen lucido da 11,6" (1366x768)                                                                                     | Widescreen lucido da 13,3" (1440x900) |
| Scheda video  | Scheda video  | Intel HD Graphics 4000 | Intel HD Graphics 4000 |
| Wireless      | Wireless      | Rete Wi-Fi 802.11n Bluetooth 4.0                                                                                          | Rete Wi-Fi 802.11n Bluetooth 4.0 |
| Batteria      | Batteria      | Batteria ai polimeri di litio da 35 watt/ora Fino a 5 ore di autonomia di lavoro Fino a 30 giorni di autonomia in standby | Batteria ai polimeri di litio da 50 watt/ora Fino a 7 ore di autonomia in navigazione web in wireless Fino a 30 giorni di autonomia in standby |
| SO            | SO            | OS X Mountain Lion iLife                                                                                                  | OS X Mountain Lion iLife |

#### Metà 2013
Il 10 giugno 2013 viene presentata la versione di MacBook Air con processori Intel Haswell, che garantiscono una autonomia della batteria più che raddoppiata rispetto al modello precedente.
| Componenti    | Componenti    | MacBook Air 11" | MacBook Air 13" |
| ------------- | ------------- | --- | --- |
| Dimensioni    | Altezza       | 0,3 - 1,7 cm | 0,3 - 1,7 cm |
| Dimensioni    | Larghezza     | 30 cm | 32,5 cm |
| Dimensioni    | Profondità    | 19,2 cm | 22,7 cm |
| Peso          | Peso          | 1,08 kg | 1,35 kg |
| Processore    | Processore    | Intel Core i5 dual-core a 1,3 GHz con 3 MB di cache Haswell Intel Core i7 dual-core a 1,7 GHz con 4 MB di cache Haswell                                       | Intel Core i5 dual-core a 1,3 GHz con 3 MB di cache Haswell Intel Core i7 dual-core a 1,7 GHz con 4 MB di cache Haswell                                         |
| Memoria       | Memoria       | 4 o 8 GB di memoria LPDDR3 a 1600 MHz | 4 o 8 GB di memoria LPDDR3 a 1600 MHz |
| Archiviazione | Archiviazione | SSD da 128, 256 o 512 GB | SSD da 128, 256 o 512 GB |
| Schermo       | Schermo       | Widescreen lucido da 11,6" (1366x768) | Widescreen lucido da 13,3" (1440x900) |
| Scheda video  | Scheda video  | Intel HD Graphics 5000 | Intel HD Graphics 5000 |
| Videocamera   | Videocamera   | FaceTime HD a 720p | FaceTime HD a 720p |
| Wireless      | Wireless      | Rete Wi-Fi 802.11ac Bluetooth 4.0 | Rete Wi-Fi 802.11ac Bluetooth 4.0 |
| Audio         | Audio         | Altoparlanti stereo Doppio microfono Ingresso per cuffie | Altoparlanti stereo Doppio microfono Ingresso per cuffie |
| Batteria      | Batteria      | Batteria ai polimeri di litio da 38 watt/ora Fino a 9 ore di navigazione web in wireless Fino a 8 ore di riproduzione film iTunes Fino a 30 giorni in standby | Batteria ai polimeri di litio da 45 watt/ora Fino a 12 ore di navigazione web in wireless Fino a 10 ore di riproduzione film iTunes Fino a 30 giorni in standby |
| SO            | SO            | OS X Mountain Lion iLife | OS X Mountain Lion iLife |

#### Inizio 2014
| Componenti    | Componenti    | MacBook Air 11" | MacBook Air 13" |
| ------------- | ------------- | --- | --- |
| Dimensioni    | Altezza       | 0,3 - 1,7 cm | 0,3 - 1,7 cm |
| Dimensioni    | Larghezza     | 30 cm | 32,5 cm |
| Dimensioni    | Profondità    | 19,2 cm | 22,7 cm |
| Peso          | Peso          | 1,08 kg | 1,35 kg |
| Processore    | Processore    | Intel Core i5 dual-core a 1,4 GHz con 3 MB di cache Intel Core i7 dual-core a 1,7 GHz con 4 MB di cache                                                       | Intel Core i5 dual-core a 1,4 GHz con 3 MB di cache Intel Core i7 dual-core a 1,7 GHz con 4 MB di cache                                                         |
| Memoria       | Memoria       | 4 o 8 GB di memoria LPDDR3 a 1600 MHz | 4 o 8 GB di memoria LPDDR3 a 1600 MHz |
| Archiviazione | Archiviazione | SSD PCIe da 128, 256 o 512 GB | SSD PCIe da 128, 256 o 512 GB |
| Schermo       | Schermo       | Widescreen lucido da 11,6" (1366x768) | Widescreen lucido da 13,3" (1440x900) |
| Scheda video  | Scheda video  | Intel HD Graphics 5000 | Intel HD Graphics 5000 |
| Videocamera   | Videocamera   | FaceTime HD a 720p | FaceTime HD a 720p |
| Wireless      | Wireless      | Rete Wi-Fi 802.11ac Bluetooth 4.0 | Rete Wi-Fi 802.11ac Bluetooth 4.0 |
| Audio         | Audio         | Altoparlanti stereo Doppio microfono Ingresso per cuffie | Altoparlanti stereo Doppio microfono Ingresso per cuffie |
| Batteria      | Batteria      | Batteria ai polimeri di litio da 38 watt/ora Fino a 9 ore di navigazione web in wireless Fino a 9 ore di riproduzione film iTunes Fino a 30 giorni in standby | Batteria ai polimeri di litio da 54 watt/ora Fino a 12 ore di navigazione web in wireless Fino a 12 ore di riproduzione film iTunes Fino a 30 giorni in standby |
| SO            | SO            | OS X Mavericks iWork | OS X Mavericks iWork |

#### Inizio 2015
Il MacBook Air early2015 è stato commercializzato poco prima della presentazione dei processori Intel Skylake di 6ª generazione e, pertanto, sono equipaggiati con i Broadwell. Nel 2015 la linea viene rivisitata, ora i due modelli montano la nuova scheda grafica "Intel HD Graphics 6000" e processore Intel Broadwell i5 da 1,6 GHz e opzionale i7 da 2,2 GHz.
| Componenti    | Componenti    | MacBook Air 11" | MacBook Air 13" |
| ------------- | ------------- | --- | --- |
| Dimensioni    | Altezza       | 0,3 - 1,7 cm | 0,3 - 1,7 cm |
| Dimensioni    | Larghezza     | 30 cm | 32,5 cm |
| Dimensioni    | Profondità    | 19,2 cm | 22,7 cm |
| Peso          | Peso          | 1,08 kg | 1,35 kg |
| Processore    | Processore    | Intel Core i5 Dual-Core a 1,6 GHz con 3 MB di Cache Broadwell 5ª gen Intel Core i7 Dual-Core a 2,2 GHz con 4 MB di Cache Broadwell 5ª gen                              | Intel Core i5 Dual-Core a 1,6 GHz con 3 MB di Cache Broadwell 5ª gen Intel Core i7 Dual-Core a 2,2 GHz con 4 MB di Cache Broadwell 5ª gen                               |
| Memoria       | Memoria       | 4 o 8 GB di memoria LPDDR3 a 1600 MHz | 4 o 8 GB di memoria LPDDR3 a 1600 MHz |
| Archiviazione | Archiviazione | SSD PCIe da 128, 256 o 512 GB | SSD PCIe da 128, 256 o 512 GB |
| Schermo       | Schermo       | Widescreen lucido da 11,6" (1366x768) | Widescreen lucido da 13,3" (1440x900) |
| Scheda video  | Scheda video  | Intel HD Graphics 6000 | Intel HD Graphics 6000 |
| Videocamera   | Videocamera   | FaceTime HD a 720p | FaceTime HD a 720p |
| Wireless      | Wireless      | Rete Wi-Fi 802.11ac Bluetooth 4.0 | Rete Wi-Fi 802.11ac Bluetooth 4.0 |
| Audio         | Audio         | Altoparlanti stereo Doppio microfono Ingresso per cuffie | Altoparlanti stereo Doppio microfono Ingresso per cuffie |
| Batteria      | Batteria      | Batteria ai polimeri di litio da 38 watt/ora MagSafe Fino a 9 ore di navigazione web in wireless Fino a 10 ore di riproduzione film iTunes Fino a 30 giorni in standby | Batteria ai polimeri di litio da 54 watt/ora MagSafe Fino a 12 ore di navigazione web in wireless Fino a 12 ore di riproduzione film iTunes Fino a 30 giorni in standby |
| SO            | SO            | OS X El Capitan iWork | OS X El Capitan iWork |

#### Metà 2017
Nel 2017, Apple abbandona definitivamente la versione 11" proponendo soltanto lo schermo da 13", 128 Gb, 8 GB di RAM e Intel Broadwell i5 da 1,8 GHz con turbo boost da 2,9 GHz. Il processore i7 rimane quello Broadwell 2,2 GHz con turbo boost da 3,2 GHz.
Nel 2018 viene cambiato lo schermo (prodotto da LG) con uno retina e cornici ridotte. Nel 2019 viene subito abbandonato ma lasciando le stesse dimensioni. Il 5 giugno 2017 viene commercializzato il MacBook Air metà 2017. Rispetto a quello del 2015, l'unica modifica è nell'entry level che non possiede più il processore Broadwell da 1,6 GHz ma da  1,8 GHz, quindi sempre della 5ª generazione, nonostante fossero già disponibili quelli di 7ª.
| Componenti           | Componenti           | MacBook Air 13" |
| -------------------- | -------------------- | --- |
| Dimensioni           | Altezza              | 0,3 - 1,7 cm |
| Dimensioni           | Larghezza            | 32,5 cm |
| Dimensioni           | Profondità           | 22,7 cm |
| Peso                 | Peso                 | 1,35 kg |
| Processore           | Processore           | Intel Core i5 dual-core a 1,8 GHz con 3 MB di cache Broadwell 5ª gen Intel Core i7 dual-core a 2,2 GHz con 4 MB di cache Broadwell 5ª gen                                            |
| Memoria              | Memoria              | 8 GB di memoria LPDDR3 a 1600 MHz |
| Archiviazione        | Archiviazione        | SSD PCIe da 128, 256 o 512 GB |
| Schermo              | Schermo              | Widescreen lucido da 13,3" (1440x900) |
| Scheda video         | Scheda video         | Intel HD Graphics 6000 |
| Videocamera          | Videocamera          | FaceTime HD a 720p |
| Porte di Connessione | Porte di Connessione | 1 Magsafe 2 1 Thunderbolt 2 2 USB-A 3.0 1 Jack audio 3,5 mm analogico/digitale ottico mini Toslink 1 Slot SDXC                                                                       |
| Wireless             | Wireless             | Rete Wi-Fi 802.11ac Bluetooth 4.0 |
| Audio                | Audio                | Altoparlanti stereo Doppio microfono Ingresso per cuffie |
| Batteria             | Batteria             | Batteria ai polimeri di litio da 54 watt/ora ricaricabile MagSafe Fino a 12 ore di navigazione web in wireless Fino a 12 ore di riproduzione film iTunes Fino a 30 giorni in standby |
| SO                   | SO                   | macOS Sierra |

### Terza generazione

#### Fine 2018
Durante il keynote del 30 ottobre 2018 a New York, Apple presenta il nuovo MacBook Air 13" Retina. Come dice il nome, è il primo Air dotato di schermo Retina. Con l'occasione si riducono gli spazi delle cornici e lo si rende ancor più piccolo e leggero. È la prima volta che viene cambiata la forma esterna dal 2011, mentre il connettore MagSafe 2, le due porte USB 3.1 (Gen 1), la porta Thunderbolt 2 e il lettore SDXC vengono sostituiti da due connettori Thunderbolt 3 (USB-C) entrambi sul lato sinistro; rimane invece il jack audio da 3,5 mm, sul lato destro, al quale viene però eliminata l'uscita ottica digitale S/PDIF. Infine, viene proposto in 3 varianti di colore: classica colorazione argento e nei nuovi colori oro e grigio siderale.
Il MacBook Air Retina viene dotato dei processori di ottava generazione serie Amber Lake a basso consumo da 7 W, e non Coffee Lake come il MacBook Pro 2018. La tastiera è sempre retroilluminata per singolo tasto e intensità variabile ma con meccanismo a farfalla di terza generazione e non più a forbice. Inoltre, il Trackpad viene aggiornato al nuovo Trackpad Force Touch. Si passa dal Bluetooth 4.0 al 4.2, un microfono in più e le casse sono adesso visibili ai lati della tastiera e non più nascoste sotto la cerniera. Il tasto di accensione viene sostituito con il Touch ID che permette il login tramite impronta digitale.
Insieme al nuovo MacBook Air Retina, Apple continua a proporre a listino il vecchio modello del 2017, privo di modifiche, fino al 9 luglio 2019, data in cui Apple ne interrompe la produzione.

#### Metà 2019[13]
Il 9 luglio 2019 viene commercializzato il MacBook Air metà 2019. Rispetto a quello del 2018, vi sono 2 modifiche importanti: display e hard disk. Viene così rimpiazzato subito lo schermo Retina con il True Tone e usati hard disk più economici e poco più lenti rispetto a quelli del 2018, ma sempre più veloci di quelli del 2015. Questo fa così scendere il prezzo di circa 100€ rispetto al modello 2018. Il processore è quindi 1,6 GHz 7W Y-Series Amber Lake chip Intel Turbo Boost fino a 3,6 GHz, quindi sempre la generazione precedente rispetto a quelli montati nei MacBook Pro.
| Componenti           | Componenti           | MacBook Air 13" |
| -------------------- | -------------------- | --- |
| Dimensioni           | Altezza              | 0,41 - 1,56 cm |
| Dimensioni           | Larghezza            | 30,4 cm |
| Dimensioni           | Profondità           | 20,24 cm |
| Peso                 | Peso                 | 1,25 kg |
| Processore           | Processore           | Intel Core i5 dual-core a 1,6 GHz turboboost 3,6 GHz con 4 MB di cache L3, Amber Lake 8ª gen                                                                                            |
| Memoria              | Memoria              | 8 GB di memoria LPDDR3 a 2133 MHz espandibili a 16 |
| Archiviazione        | Archiviazione        | SSD PCIe da 128, 256, 512 GB o 1 TB |
| Schermo              | Schermo              | Display retina True Tone 13,3" (2560×1600 a 227 pixel per pollice) |
| Scheda video         | Scheda video         | Intel UHD 617 |
| Videocamera          | Videocamera          | FaceTime HD a 720p |
| Porte di connessione | Porte di connessione | 2 Thunderbolt 3/USB-C, che funzionano come Thunderbolt 3 eGPUs e supportano fino a undisplay 5K o due display 4K 1 jack audio 3,5 mm analogico/digitale ottico mini TOSLINK             |
| Wireless             | Wireless             | Wi-Fi 802.11ac (Wi-Fi 5) Bluetooth 4.2 |
| Audio                | Audio                | Altoparlanti stereo lati tastiera Tre microfoni Ingresso per cuffie |
| Batteria             | Batteria             | Batteria ai polimeri di litio da 49,9 wattora ricaricabile con USB-C Fino a 12 ore di navigazione web in wireless Fino a 13 ore di riproduzione film iTunes Fino a 30 giorni in standby |
| Sistema operativo    | Sistema operativo    | macOS Mojave |

| Componenti                | Componenti                | MacBook Air 13" (fine 2018)                                                                                        | MacBook Air 13" (True Tone Retina, 2019)                                                            |
| ------------------------- | ------------------------- | --- | --------------------------------------------------------------------------------------------------- |
| Data di lancio            | Data di lancio            | 30 ottobre 2018 | 9 luglio 2019                                                                                       |
| Prezzo listino            | Prezzo listino            | A partire da 1379 €                                                                                                | A partire da 1279 €                                                                                 |
| Display                   | Display                   | 13,3" 16:10 lucido retroilluminato LED, 2560×1600 a 227 pixel per pollice                                          | 13,3" 16:10 lucido retroilluminato LED, 2560×1600 a 227 pixel per pollice                           |
| Display                   | Display                   | Tecnologia True Tone                                                                                               | |
| Colori disponibili        | Colori disponibili        | Argento, oro, grigio siderale                                                                                      | Argento, oro, grigio siderale                                                                       |
| Capacità di archiviazione | Capacità di archiviazione | Unità flash PCIe a partire da 128 GB (configurabili a 256 GB, 512 GB o 1,5 TB)                                     | Unità flash PCIe a partire da 128 GB (configurabili a 256 GB, 512 GB o 1 TB)                        |
| Processore                | Processore                | Intel Core i5 8210Y dual-core a 1,6 GHz di 8ª generazione Amber Lake Y4 MB di cache L3 condivisa                   | Intel Core i5 8210Y dual-core a 1,6 GHz di 8ª generazione Amber Lake Y4 MB di cache L3 condivisa    |
| Processore grafico        | Processore grafico        | Intel UHD Graphics 617 Supporto per processori grafici esterni (eGPU) compatibili con Thunderbolt 3                | Intel UHD Graphics 617 Supporto per processori grafici esterni (eGPU) compatibili con Thunderbolt 3 |
| Memoria                   | Memoria                   | 8 GB LPDDR3 a 2133 MHz (configurabili a 16 GB)                                                                     | 8 GB LPDDR3 a 2133 MHz (configurabili a 16 GB)                                                      |
| Batteria                  | Batteria                  | Batteria ai polimeri di litio da 50,3 wattora ricaricabile USB-C                                                   | Batteria ai polimeri di litio da 49,9 wattora ricaricabile USB-C                                    |
| Batteria                  | Batteria                  | Fino a 12 ore di navigazione web in wireless Fino a 13 ore di riproduzione film iTunes Fino a 30 giorni in standby | |
| Dimensioni                | Altezza                   | 0,41 - 1,56 cm | 0,41 - 1,56 cm                                                                                      |
| Dimensioni                | Larghezza                 | 30,41 cm | 30,41 cm                                                                                            |
| Dimensioni                | Profondità                | 20,24 cm | 20,24 cm                                                                                            |
| Peso                      | Peso                      | 1,25 kg | 1,25 kg                                                                                             |
| Webcam                    | Webcam                    | FaceTime HD a 720p                                                                                                 | FaceTime HD a 720p                                                                                  |
| Porte di connessione      | Porte di connessione      | Due porte Thunderbolt 3 (USB-C) fino a 40 Gbps Jack da 3,5 mm per auricolari                                       | Due porte Thunderbolt 3 (USB-C) fino a 40 Gbps Jack da 3,5 mm per auricolari                        |
| Wireless                  | Wireless                  | Wi-Fi 802.11ac — Compatibile con IEEE 802.11a/b/g/n Bluetooth 4.2                                                  | Wi-Fi 802.11ac — Compatibile con IEEE 802.11a/b/g/n Bluetooth 4.2                                   |
| Audio                     | Audio                     | Altoparlanti stereo Tre microfoni Jack da 3,5 mm per auricolari                                                    | Altoparlanti stereo Tre microfoni Jack da 3,5 mm per auricolari                                     |
| Tastiera                  | Tastiera                  | Tastiera standard con retroilluminazione LED Meccanismo a farfalla di terza generazione                            | Tastiera standard con retroilluminazione LED Meccanismo a farfalla di terza generazione rivista     |
| Tastiera                  | Tastiera                  | Trackpad con Force Touch Touch ID                                                                                  | |
| Sistema operativo         | Sistema operativo         | macOS Mojave | macOS Mojave                                                                                        |

#### Inizio 2020[13]
Dal 18 marzo 2020 viene commercializzato una nuova serie di MacBook Air. Rispetto al modello 2019, vi sono modifiche in particolar modo a processore e tastiera: rimane invariato lo schermo Retina con True Tone, ma vengono implementate la tastiera Magic Keyboard, con meccanismo a forbice, e una RAM più potente. Inoltre, l'entry level monta un Intel i3 con SSD da 256GB (espandibile a 128GB), facendo così diminuire di circa 200€ il prezzo rispetto al precedente modello. Il MacBook Air è disponibile con processore Intel Core i3 dual-core oppure i7 quad‑core di decima generazione a 1,2GHz, la stessa dei MacBook Pro.
| Componenti           | Componenti           | MacBook Air 13" |
| -------------------- | -------------------- | --- |
| Dimensioni           | Altezza              | 0,41 - 1,61 cm |
| Dimensioni           | Larghezza            | 30,41 cm |
| Dimensioni           | Profondità           | 21,24 cm |
| Peso                 | Peso                 | 1,29 kg |
| Processore           | Processore           | Intel Core i3 Dual‑Core a 1,1 GHz (Turbo Boost fino a 3,2 GHz) con 4 MB di cache L3 (10ª generazione) Intel Core i5 Quad‑Core a 1,1 GHz (Turbo Boost fino a 3,5 GHz) con 6 MB di cache L3 (10ª generazione) Intel Core i7 Quad‑Core a 1,2 GHz (Turbo Boost fino a 3,8 GHz) con 8 MB di cache L3 (10ª generazione) |
| Memoria              | Memoria              | 8 GB di memoria LPDDR4X a 3733 MHz (espandibili a 16 GB) |
| Archiviazione        | Archiviazione        | SSD PCIe da 256, 512 GB, 1 TB o 2 TB |
| Schermo              | Schermo              | Display retina True Tone 13,3" (2560×1600 a 227 pixel per pollice), formato 16:10 |
| Scheda video         | Scheda video         | Intel Iris Plus Graphics |
| Videocamera          | Videocamera          | FaceTime HD a 720p |
| Porte di Connessione | Porte di Connessione | Supporta simultaneamente la risoluzione nativa, in milioni di colori, sullo schermo integrato e: un monitor 6K esterno con risoluzione 6016×3384 a 60 Hz e milioni di colori un monitor 5K esterno con risoluzione 5120×2880 a 60 Hz e milioni di colori fino a due monitor 4K esterni con risoluzione 4096×2304 a 60 Hz e milioni di colori Uscita video digitale Thunderbolt 3 Uscita DisplayPort nativa via USB‑C Funziona come uscita VGA, HDMI e Thunderbolt 2 tramite adattatori (in vendita separatamente) |
| Wireless             | Wireless             | Wi-Fi 802.11ac (Wi-Fi 5) Bluetooth 5.0 |
| Audio                | Audio                | Altoparlanti stereo Ampio suono stereo Riproduzione Dolby Atmos supportata Tre microfoni in array con beamforming direzionale Jack da 3,5 mm per cuffie |
| Batteria             | Batteria             | Batteria ai polimeri di litio da 49,9 wattora ricaricabile con USB-C Fino a 11 ore di navigazione web in wireless Fino a 12 ore di riproduzione film sull’app Apple TV Fino a 30 giorni in standby |
| SO                   | SO                   | macOS Catalina |

## Processori utilizzati
Di seguito i microprocessori utilizzati nei MacBook Air:
| Anno                             | Tipo                                       | Modello                | CPU       | CPU             | CPU               | CPU          | CPU   | GPU                    |
| Anno                             | Tipo                                       | Modello                | Nº Core   | Frequenza       | Frequenza         | Cache        | Cache | GPU                    |
| Anno                             | Tipo                                       | Modello                | Nº Core   | Base            | TurboBost         | L2           | L3    | GPU                    |
| -------------------------------- | ------------------------------------------ | ---------------------- | --------- | --------------- | ----------------- | ------------ | ----- | ---------------------- |
| MacBook Air 1.1 (2008)           | Merom (x86 \| 65 nm)                       | Intel Core 2 Duo-P7500 | Dual-Core | 1,6 GHz         | 1,6 GHz           | 4 MB         |       | Intel GMA X3100        |
| MacBook Air 1.1 (2008)           | Merom (x86 \| 65 nm)                       | Intel Core 2 Duo-P7700 | Dual-Core | 1,8 GHz         | 1,8 GHz           | 4 MB         |       | Intel GMA X3100        |
|                                  |                                            |                        |           |                 |                   |              |       |                        |
| MacBook Air 2.1 (2008/2009)      | Penryn (x86 \| 45 nm)                      | Intel Core 2 Duo-L9300 | Dual-Core | 1,6 GHz         | 1,6 GHz           | 6 MB         |       | NVIDIA GeForce 9400M   |
| MacBook Air 2.1 (2008/2009)      | Penryn (x86 \| 45 nm)                      | Intel Core 2 Duo-L9400 | Dual-Core | 1,86 GHz        | 1,86 GHz          | 6 MB         |       | NVIDIA GeForce 9400M   |
| MacBook Air 2.1 (2008/2009)      | Penryn (x86 \| 45 nm)                      | Intel Core 2 Duo-L9600 | Dual-Core | 2,13 GHz        | 2,13 GHz          | 6 MB         |       | NVIDIA GeForce 9400M   |
|                                  | Penryn (x86 \| 45 nm)                      |                        |           |                 |                   |              |       |                        |
| MacBook Air 3.1 (2010)           | Penryn (x86 \| 45 nm)                      | Intel Core 2 Duo-U9400 | Dual-Core | 1,4 GHz         | 1,4 GHz           | 3 MB         |       | NVIDIA GeForce 320M    |
| MacBook Air 3.1 (2010)           | Penryn (x86 \| 45 nm)                      | Intel Core 2 Duo-U9600 | Dual-Core | 1,6 GHz         | 1,6 GHz           | 3 MB         |       | NVIDIA GeForce 320M    |
|                                  | Penryn (x86 \| 45 nm)                      |                        |           |                 |                   |              |       | NVIDIA GeForce 320M    |
| MacBook Air 3.2 (2010)           | Penryn (x86 \| 45 nm)                      | Intel Core 2 Duo-L9400 | Dual-Core | 1,86 GHz        | 1,86 GHz          | 6 MB         |       | NVIDIA GeForce 320M    |
| MacBook Air 3.2 (2010)           | Penryn (x86 \| 45 nm)                      | Intel Core 2 Duo-L9600 | Dual-Core | 2,13 GHz        | 2,13 GHz          | 6 MB         |       | NVIDIA GeForce 320M    |
|                                  |                                            |                        |           |                 |                   |              |       |                        |
| MacBook Air 4.1, 4.2 (2011)      | Sandy Bridge (x86 \| 32 nm) 2ª generazione | Intel Core i5-2467M    | Dual-Core | 1,6 GHz         | 1,6 GHz           |              | 3 MB  | Intel HD Graphics 3000 |
| MacBook Air 4.1, 4.2 (2011)      | Sandy Bridge (x86 \| 32 nm) 2ª generazione | Intel Core i5-2557M    | Dual-Core | 1,7 GHz         | 1,7 GHz           |              | 4 MB  | Intel HD Graphics 3000 |
| MacBook Air 4.1, 4.2 (2011)      | Sandy Bridge (x86 \| 32 nm) 2ª generazione | Intel Core i7-2667M    | Dual-Core | 1,8 GHz         | 1,8 GHz           |              | 4 MB  | Intel HD Graphics 3000 |
|                                  |                                            |                        |           |                 |                   |              |       |                        |
| MacBook Air 5.1, 5.2 (2012)      | Ivy Bridge (x86 \| 22 nm) 3ª generazione   | Intel Core i5-3317U    | Dual-Core | 1,7 GHz         | 2,6 GHz           |              | 3 MB  | Intel HD Graphics 4000 |
| MacBook Air 5.1, 5.2 (2012)      | Ivy Bridge (x86 \| 22 nm) 3ª generazione   | Intel Core i5-3427U    | Dual-Core | 1,8 GHz         | 2,8 GHz           |              | 4 MB  | Intel HD Graphics 4000 |
| MacBook Air 5.1, 5.2 (2012)      | Ivy Bridge (x86 \| 22 nm) 3ª generazione   | Intel Core i7-3667U    | Dual-Core | 2 GHz           | 3,2 GHz           |              | 4 MB  | Intel HD Graphics 4000 |
|                                  |                                            |                        |           |                 |                   |              |       |                        |
| MacBook Air 6.1, 6.2 (2013/2014) | Haswell (x86 \| 22 nm) 4ª generazione      | Intel Core i5-4250U    | Dual-Core | 1,3 GHz         | 2,6 GHz           |              | 3 MB  | Intel HD Graphics 5000 |
| MacBook Air 6.1, 6.2 (2013/2014) | Haswell (x86 \| 22 nm) 4ª generazione      | Intel Core i5-4260U    | Dual-Core | 1,4 GHz         | 2,7 GHz           |              | 3 MB  | Intel HD Graphics 5000 |
| MacBook Air 6.1, 6.2 (2013/2014) | Haswell (x86 \| 22 nm) 4ª generazione      | Intel Core i7-4650U    | Dual-Core | 1,7 GHz         | 3,3 GHz           |              | 4 MB  | Intel HD Graphics 5000 |
|                                  |                                            |                        |           |                 |                   |              |       |                        |
| MacBook Air 7.1, 7.2 (2015/2017) | Broadwell (x86 \| 14 nm) 5ª generazione    | Intel Core i5-5250U    | Dual-Core | 1,6 GHz         | 2,7 GHz           |              | 3 MB  | Intel HD Graphics 6000 |
| MacBook Air 7.1, 7.2 (2015/2017) | Broadwell (x86 \| 14 nm) 5ª generazione    | Intel Core i5-5350U    | Dual-Core | 1,8 GHz         | 2,9 GHz           |              | 3 MB  | Intel HD Graphics 6000 |
| MacBook Air 7.1, 7.2 (2015/2017) | Broadwell (x86 \| 14 nm) 5ª generazione    | Intel Core i7-5650U    | Dual-Core | 2,2 GHz         | 3,2 GHz           |              | 4 MB  | Intel HD Graphics 6000 |
|                                  |                                            |                        |           |                 |                   |              |       |                        |
| MacBook Air 8.1, 8.2 (2018/2019) | Amber Lake Y (x86 \| 14 nm) 8ª generazione | Intel Core i5-8210Y    | Dual-Core | 1,6 GHz         | 3,6 GHz           |              | 4 MB  | Intel UHD Graphics 617 |
|                                  |                                            |                        |           |                 |                   |              |       |                        |
| MacBook Air 9.1 (2020)           | Ice Lake (x86 \| 10 nm) 10ª generazione    | Intel Core i3-1000NG4  | Dual-Core | 1,1 GHz         | 3,2 GHz           |              | 4 MB  | Intel Iris Plus        |
| MacBook Air 9.1 (2020)           | Ice Lake (x86 \| 10 nm) 10ª generazione    | Intel Core i5-1030NG7  | Quad-Core | 1,1 GHz         | 3,5 GHz           |              | 6 MB  | Intel Iris Plus        |
| MacBook Air 9.1 (2020)           | Ice Lake (x86 \| 10 nm) 10ª generazione    | Intel Core i7-1060NG7  | Quad-Core | 1,2 GHz         | 3,8 GHz           |              | 8 MB  | Intel Iris Plus        |
|                                  |                                            |                        |           |                 |                   |              |       |                        |
| MacBook Air 10.1 (2020)          | Apple Silicon (ARM \| 5 nm) 1ª generazione | Apple M1               | Octa-Core | 2 GHz (×4 Core) | 3,2 GHz (×4 Core) | 16 MB (12+4) |       | Apple GPU              |

## Critiche
Specialmente i primi modelli presentavano una serie di mancanze che venivano percepite come limitanti per chi lo voleva utilizzare nella propria vita lavorativa e per chi desiderava usarlo in un ambiente domestico. Ad alimentare questa percezione contribuiva l'impossibilità di aumentare la capacità della RAM. Altro elemento critico è che, come tutti i prodotti portatili Apple, il MacBook Air è fornito unicamente di una batteria integrata non sostituibile, se non rivolgendosi al centro assistenza Apple.
Inoltre la macchina, a causa del suo ridotto spessore, non ospita una porta ethernet integrata e chi ne necessiti deve utilizzare un adattatore opzionale. Può inoltre alloggiare solamente due porte USB. Tuttavia, anche in questo caso si può rimediare aumentando il numero di porte con un comune mini hub per USB.
Un'altra carenza sentita dagli utenti è la mancanza del lettore ottico per CD, DVD e Blu-ray Disc disk, carenza tuttavia arginabile con il sistema Remote Disk. Questa mancanza però è via via meno percepita: col mutare delle tecnologie, l'unità ottica è destinata all'obsolescenza e comunque la sua assenza viene avvertita come giustificata dall'aumento della portabilità.
Nel 2015 si adottano i processori Intel Broadwell che erano presenti nel mercato da pochissimi mesi. Gli aggiornamenti del MacBook Air sono quindi abbastanza veloci (uno ogni 300 giorni circa) e allineati ai rilasci di Intel. Dopo il 2015 però la Apple rallenta e fa passare un'intera serie di processori (Intel Skylake) e cioè 819 giorni senza aggiornare se non con piccolissima modifica della velocità base del processore.
Nel 2020 il 5% della produzione di MacBook Air 2018 per il mercato europeo venne ritirata dal mercato a causa di un grave problema alla nuova tastiera con cosiddetto sistema "a farfalla". La produzione di tastiere Magic Keyboard venne interrotta e fu ripristinata la tastiera del modello precedente, con sistema "a forbice". La Apple, dopo una battaglia legale durata due anni, venne sanzionata dall'antitrust per 50 milioni di dollari e costretta a risarcire i proprietari del MacBook Air 2018 difettoso con un esemplare del modello successivo.

## Spot pubblicitario
La messa in commercio del computer è stata accompagnata da uno spot pubblicitario (trasmesso negli Stati Uniti d'America). Questo spot enfatizza il ridotto spessore del computer mostrandolo uscire da una busta usata per l'invio della posta. Lo spot utilizza come colonna sonora la canzone New Soul della cantante Yael Naim. Grazie allo spot, questa cantante ottenne una inaspettata notorietà negli Stati Uniti d'America.